# Eugnathia apiciplaga
Eugnathia apiciplaga là một loài bướm đêm trong họ Erebidae.